# Prodentobunus luteus
Prodentobunus luteus is een hooiwagen uit de familie Sclerosomatidae.